# Grandfalls
Grandfalls é uma cidade  localizada no estado norte-americano do Texas, no Condado de Ward.

## Demografia
Segundo o censo norte-americano de 2000, a sua população era de 391 habitantes.
Em 2006, foi estimada uma população de 376, um decréscimo de 15 (-3.8%).

## Geografia
De acordo com o United States Census Bureau tem uma área de
1,4 km², dos quais 1,4 km² cobertos por terra e 0,0 km² cobertos por água. Grandfalls localiza-se a aproximadamente 742 m acima do nível do mar.

## Localidades na vizinhança
O diagrama seguinte representa as localidades num raio de 32 km ao redor de Grandfalls.